# Västfriesland
Västfriesland (nederländska: West-Friesland) är en region i provinsen Noord-Holland i Nederländerna. Regionen täcker en yta på 800 kvadratkilometer.  Huvudstad är Hoorn och den traditionella dialekten Västfrisiska.

Väst-Friese Flagga
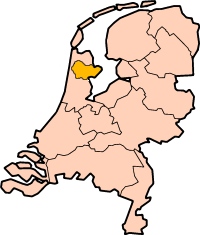
Det orange region är Väst-Friesland
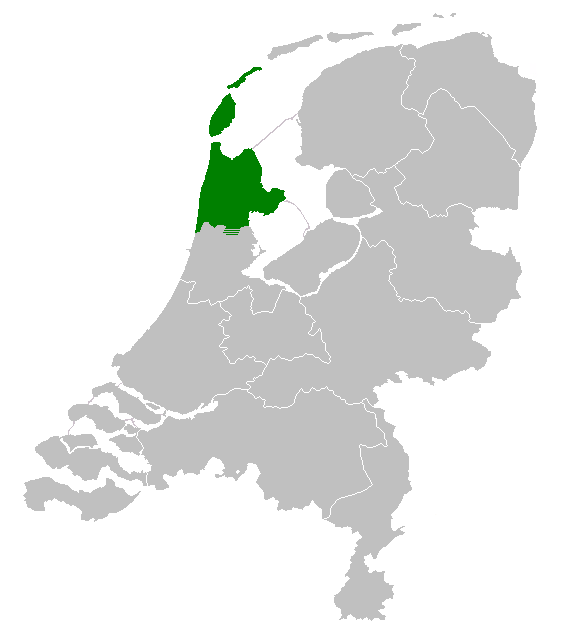
Västfrisiska språkområde i Nederländerna